# Binoculars Building
El Binoculars Building es el nombre popular del campus de Google en el barrio de Venice de Los Ángeles (California, Estados Unidos). Conocido originalmente como el Chiat/Day Building, fue construido en 1991 para la agencia de publicidad Chiat/Day (actualmente TBWA\Chiat\Day) y diseñado por el arquitecto Frank Gehry. El edificio tiene, en su fachada que da a la calle, una prominente obra de arte público de 1991 titulada Giant Binoculars («Prismáticos gigantes»), diseñada por los artistas Claes Oldenburg y Coosje van Bruggen, a lo que se debe su nombre popular.
La escultura Giant Binoculars cubre tanto una entrada de automóviles como una entrada peatonal; la entrada al aparcamiento está entre los dos tubos de los prismáticos. La construcción del edificio, de 7000 m², se retrasó unos años después de que se encontraran materiales peligrosos en la parcela, lo que exigió su retirada. Desde 2011, el inquilino de este edificio es Google, que añadió dos edificios adyacentes como parte de una importante ampliación para establecer una mayor presencia en Los Ángeles.